# Anycast
В теории компьютерных сетей anycast (англ. any cast — «посылка/отправка данных кому угодно») — метод рассылки пакетов, позволяющий устройству посылать данные ближайшему из группы получателей. Реализован, в частности, в протоколе IPv6.
В протоколе IP anycast реализован путём публикации одинакового маршрута из различных точек сети через протокол BGP. Одним из основных критериев выбора маршрута в BGP является AS-path — набор (список) номеров автономных систем, через которые должен пройти пакет; выбирается маршрут с самым коротким списком AS-path. При получении анонса маршрутов из двух и более точек, будет выбран самый короткий.
Из-за особенностей топологии сети или её политики ближайший узел не обязательно будет географически ближайшим.
В настоящее время anycast используется в интернете для уменьшения времени отклика и для балансировки нагрузки корневых DNS-серверов. Например, корневой DNS-сервер K имеет множество инсталляций, в том числе в Амстердаме, Лондоне, Токио, Дели, Майами, Рейкьявике, Новосибирске, Хельсинки и других городах.

## Пример
Рассмотрим два маршрутизатора, находящихся в сетях разных фирм: Сибирьтелеком (Россия) и NLIX (Нидерланды). Выполним на маршрутизаторах команду, показывающую маршрут до хоста 193.0.14.129 (k.root-servers.net).
Маршрутизатор в Сибирьтелекоме:
```
>show route protocol bgp 193.0.14.129 terse table inet.0

inet.0: 356174 destinations, 356535 routes (356173 active, 1 holddown, 1 hidden)
Restart Complete
+ = Active Route, - = Last Active, * = Both

A Destination        P Prf   Metric 1   Metric 2  Next hop        AS path
* 193.0.14.0/24      B 170        300        410 >213.228.118.193 12389 25152 I
                                                 213.228.118.209

```

Маршрутизатор на NLIX:
```
>show ip bgp 193.0.14.129
Number of BGP Routes matching display condition : 0
Status codes: s suppressed, d damped, h history, * valid, > best, i internal
Origin codes: i - IGP, e - EGP, ? - incomplete
    Network            Next Hop        Metric LocPrf Weight Path
*>  193.0.14.0/24      193.239.116.80  10          400    0      25152 i
*   193.0.14.0/24      193.239.116.14  0           400    0      6939 25152 i

```

Можно заметить, что списки AS-path (в столбцах под именами «AS path» и «Path» соответственно) не содержат повторяющихся элементов, кроме AS назначения под номером 25 152, и являются короткими. Из вывода команд можно сделать вывод о том, что ближайшими к данным маршрутизаторам являются разные зеркала.